# Karmi Gilon

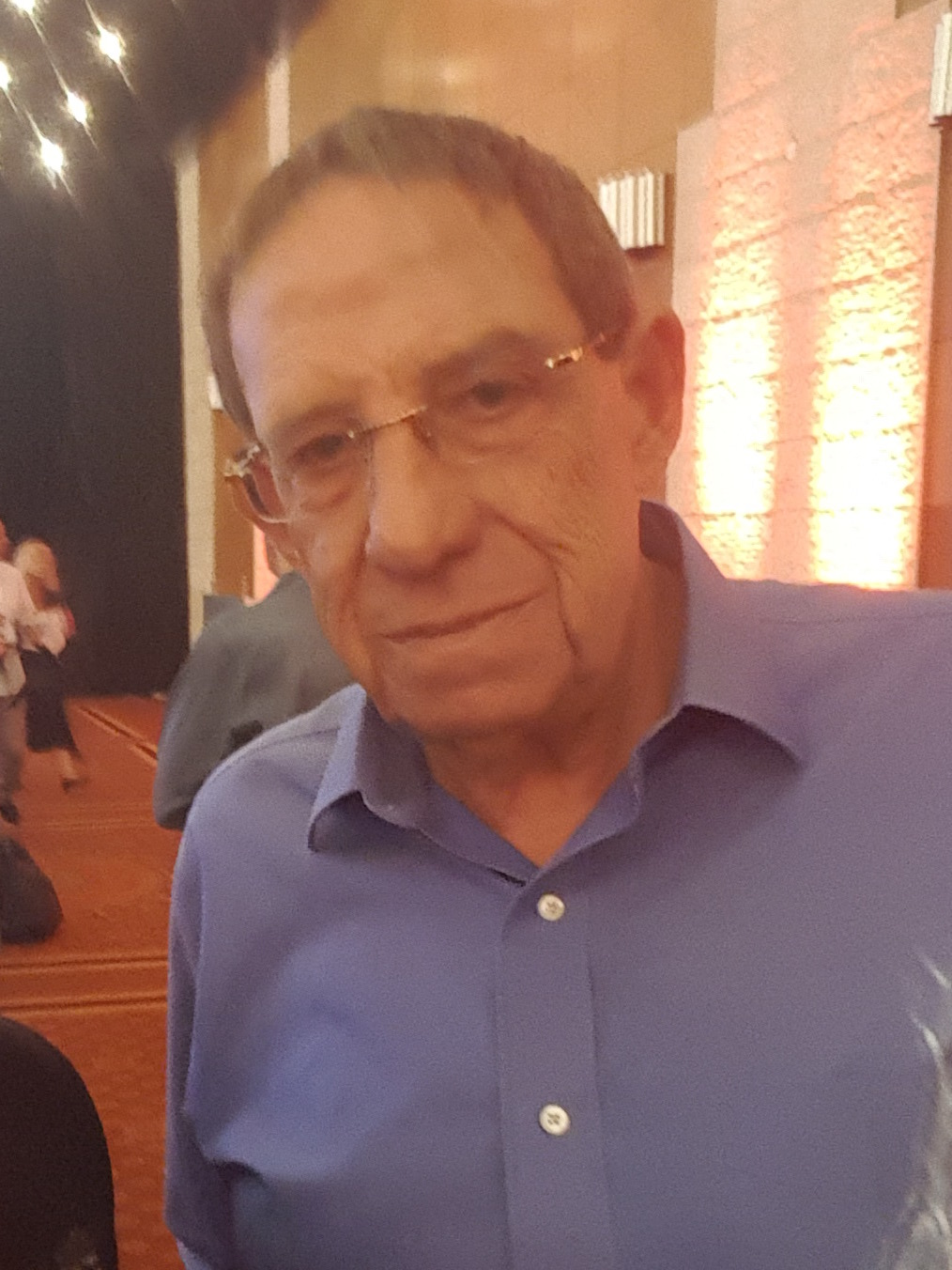
Karmi Gilon 2018

Karmi Gilon (hebräisch כרמי גילון, alternative Transkription Carmi Gillon; * Januar 1950 in Jerusalem) ist ein israelischer Diplomat. Von 2001 bis 2003 war er israelischer Botschafter in Dänemark.
Er hat einen B.A. in Politikwissenschaften der Hebräischen Universität von Jerusalem.
Gilon vertrat im Jahr 1994 für vier Monate Ja’akov Peri als Chef des israelischen Inlandsgeheimdienstes Schin Bet (auch Shabak genannt), von 1995 bis Anfang 1996 war er Chef des Schin Bet. Er gab sein Amt auf, nachdem Jitzchak Rabin ermordet worden war.

## Dokumentarfilm
Gilon war im Jahre 2012 einer der sechs ehemaligen Leiter des Schin Bet, die in einem Dokumentarfilm des israelischen Filmregisseurs Dror Moreh zu ihren jeweiligen Tätigkeiten interviewt wurden. Der Film Töte zuerst (englisch: The Gatekeepers) kam Anfang 2013 in die israelischen Kinos und wurde Anfang März 2013 sowohl im französisch-deutschen Fernsehsender arte als auch in der ARD gesendet.